# Улица Сечевых Стрельцов (Чернигов)
Улица Сечевых Стрельцов (до 2022 года — Гомельская улица) (укр. Вулиця Січових Стрільців) — улица в Новозаводском районе города Чернигова, исторически сложившаяся местность (район) Ремзавод. Пролегает от безымянного проезда до улицы Литовская.
Нет примыкающих улиц.

## История
Улица проложена после Великой Отечественной войны для индивидуального жилищного строительства под названием Гомельская — в честь города Гомель.
С целью проведения политики очищения городского пространства от топонимов, которые возвеличивают, увековечивают, пропагандируют или символизируют Российскую Федерацию и Республику Беларусь, 1 августа 2022 года улица получила современное название — в честь украинских сечевых стрельцов, согласно Решению Черниговского городского совета № 19/VIII-6 «Про переименование улиц в городе Чернигове» («Про перейменування вулиць у м. Чернігові»)

## Застройка
Улица пролегает в северном направлении с небольшим уклоном на запад, параллельно проспекту Мира. Парная и непарная стороны улицы заняты усадебной застройкой. Имеет проезд к усадебной застройке проспекта Мира.
По названию улицы назван Гомельский переулок, который состоит из двух участков длинами 540 и 350 м. Два участка расположены западнее улицы и пролегают параллельно ей. Переулок занят усадебной застройкой, частично многоэтажной (один 5-этажный дом) и малоэтажной (один 2-этажный дом) жилой и нежилой застройкой. 
Есть 1-й Гомельский переулок и 2-й Гомельский переулок согласно «Перечню улиц города Чернигова» («Перелік вулиць міста Чернігова»), утвержденному Решением исполнительного комитета городского совета № 164 от 15 июня 2009 года.
Учреждения: нет